# Середа Остап Володимирович
Оста́п Володи́мирович Середа́ (нар. 1970, м. Львів) — український історик, доктор філософії (Ph.D.) в галузі історії (2003), кандидат історичних наук (2006).

## Біографія
Закінчив історичний факультет Львівського державного університету імені Івана Франка (1993) та магістерську програму з порівняльної історії Центральноєвропейського університету (м. Будапешт, 1995). У 1997—2003 роках був докторантом Центральноєвропейського університету; у 2003 році захистив дисертацію на тему «Формування національної ідентичності: ранні народовці у підавстрійській Східній Галичині (1860—1873)» (науковий керівник — професор Ярослав Грицак).
У 1994—2015 роках працював у відділі нової історії України Інституту українознавства імені І. Крип'якевича НАН України (у 2013—2015 роках — завідувач відділу); у 1996—2002 році — на кафедрі новітньої історії України Львівського національного університету імені Івана Франка. З вересня 2015 року викладає на кафедрі історії Українського католицького університету. З 2012 року як гостьовий викладач читає лекційні курси з історії України та Східної Європи в Центральноєвропейському університеті. З березня 2022 року — директор програми «Invisible University for Ukraine».
Секретар Українського національного комітету істориків у 2012-2019 роках.
Дружина — соціолог Вікторія Середа. Син — Юрій Матвій (2009).

## Наукові зацікавлення
Народовецький рух, українсько-польські відносини, громадське життя та формування національних ідентичностей у підавстрійській Східній Галичині; культурна політика та музичний театр у Києві в другій половині XIX ст.; українознавчі студії у Північній Америці під час Холодної війни.

## Наукові публікації
- Andriy Zayarnyuk and Ostap Sereda. The Intellectual Foundations of Modern Ukraine. The Nineteenth Century. London: Routledge, 2023.

### Брошури, автореферати
- Формування національної ідентичності: ранні народовці у підавстрійській Східній Галичині (1860—1873). Shaping of a National Identity: Early Ukrainophiles in Austrian Eastern Galicia (1860—1873). Автореферат дисертації на здобуття наукового ступеня доктора філософії (Ph.D.) зі спеціальності історія. Будапешт, 2003. — 36 с.
- Між польським слов'янофільством та російським панславізмом. Сприйняття та розвиток слов'янських ідей серед українських (руських) громадських діячів підавстрійської Галичини у 60-х роках XIX століття. Between Polish Slavophilism and Russian Pan-Slavism. Reception and Development of the Slavic Ideas by Ukrainian (Ruthenian) Public Activists of Austrian Galicia in the 1860s / Інститут українознавства імені І. Крип'якевича НАН України. — Львів, 2012. — 42 с. — («Українознавчі розвідки». Вип. 1)
- Тарас Шевченко: галицький вимір / Національна академія наук України, Інститут українознавства імені І. Крип'якевича. — Львів, 2014. — 36 с. (співавтори: Д. Каднічанський, М. Литвин, І. Орлевич, Ф. Стеблій, Л. Хахула).

### Статті
- Співробітництво Івана Франка з «Товариством історичним» у Львові // Українське літературознавство. — 1992. — Вип. 56. — С. 137—145.
- Місце Росії в дискусіях щодо національної ідентичності галицьких українців у 1860—1867 роках // Россия-Украина: история взаимоотношений / Институт славяноведения и балканистики РАН; Институт «Открытое общество»; ред. А. И. Миллер, В. Ф. Репринцев, Б. Н. Флоря. — Москва, 1997. — С. 157—169.
- Леопольд фон Захер-Мазох і український національний рух у Галичині у 60-х роках XIX ст. // Україна: культурна спадщина, національна свідомість, державність. — Вип. 5: Просфонима. Історичні та філологічні розвідки, присвячені 60-річчю академіка Ярослава Ісаєвича / Упоряд. Б. Якимович, М. Боянівська, О. Середа, А. Ясіновський. — Львів, 1998. — С. 561—569.
- Англійські зв'язки львівських українців напередодні Першої світової війни // Львів: місто — суспільство — культура. — Т. 3 / Ред. М. Мудрий (=Вісник Львівського університету. Серія історична. Спеціальний випуск). — Львів, 1999. — С. 431—452.
- Національна свідомість і політична програма ранніх народовців у Східній Галичині (1861—1867) // Вісник Львівського університету. — Серія історична. — Вип. 34. — Львів, 1999. — С. 199—215.
- Aenigma ambulans: о. Володимир (Іпполит) Терлецький і «руська народна ідея» в Галичині // Україна модерна. — Ч. 4-5. — Львів, 2000. — С. 81-104.
- Володимир Шашкевич у ранньому народовецькому русі 60-х років XIX ст. // Шашкевичіана. — Вип. 3-4. — Львів; Вінніпеґ, 2000. — С. 222—232.
- Громади ранніх народовців у Східній Галичині (60-ті роки XIX століття) // Україна: культурна спадщина, національна свідомість, державність. — Вип. 9: Ювілейний збірник на пошану Феодосія Стеблія / Упоряд. О. Аркуша (відп.ред.), О. Середа. — Львів, 2001. — С. 378—392.
- «Whom Shall we Be?» Public Debates over the National Identity of Galician Ruthenians in the 1860s // Jahr bücher für Geschichte Osteuropas. — 2001. — Band 49. Heft 2. — S. 200—212.
- Професор Перемиської гімназії Кость Горбаль — «ветеран галицько-руського українофільства» // Перемишль і Перемиська земля протягом віків. Вип. 2: Видатні діячі Перемищини / Під ред. С. Заброварного. Перемишль; Львів, 2001. — С. 206—212.
- «Ми ту не прийшли на сміх»: участь східногалицьких селян у сеймових виборах та засіданнях у Львові (60-і роки XIX ст.) // Lwów: miasto — społeczeństwo — kultura. — T. 4: Studia z dziejów Lwowa / Pod. red. K. Karolczaka. — Kraków, 2002. — S. 165—186.
- Епізод з історії поширення російських панславістських ідей у Габсбурзькій монархії (1868 рік) // Вісник Львівського університету. — Серія історична. — Вип. 37. Ч. 2. — Львів, 2002. — С. 106-118.
- Громада ранніх народовців у Перемишлі (перша половина 60-х років XIX ст.) // Перемишль і Перемиська земля протягом віків. Вип. 3. Інституції. Збірник наукових праць та матеріалів Міжнародної наукової конференції. Перемишль, 11-12 квітня 2002 р. / Наукове товариство ім. Т. Шевченка у Польщі; Інститут українознавства імені І. Крип'якевича НАН України. Під ред. С. Заброварного. Упоряд.: С. Заброварний, М. Литвин, Ф. Стеблій. — Перемишль-Львів, 2003. — С. 83-94.
- Shaping Ukrainian and All-Russian Discourses: Public Encounters of Ukrainian Activists from the Russian Empire and Austrian Galicia (1860-70s) // Rosjai Europa Wschodnia: «imperiologia» stosowana. Russia and Eastern Europe: Applied «Imperiology» / Red. A. Nowak. — Kraków: Arcana, 2006. — Pp. 381–399.
- From Church-Based to Cultural Nationalism: Early Ukrainophiles, Ritual-Purification Movement and Emerging Cult of Taras Shevchenko in Austrian Eastern Galicia in the 1860s // Canadian American Slavic Studies. — 2006. — Vol. 40. — No. 1. — Pp. 21–47.
- Павлин Свєнціцький у суспільному житті Галичини: до історії польського українофільства // Україна: культурна спадщина, національна свідомість, державність. Вип. 15: Confraternitas. Ювілейний збірник на пошану Ярослава Ісаєвича / Відп. ред. М. Крикун, заст. відп. ред. О. Середа. — Львів, 2006—2007. — С. 475—486.
- Ruś będzie tańczyć ! «Руські бали» у Львові як фактор польсько-українських взаємин у Галичині кінця 40-х — 60-х років XIX ст. // Львів: місто — суспільство — культура. — Т. 6 / Ред. О. Аркуша і М. Мудрий (Вісник Львівського університету. Серія історична. Спеціальний випуск). — Львів, 2007. — С. 310—332.
- Масові урочистості та міський публічний простір. Щоденне життя (у розділі «Доба польсько-шляхетської автономії (1867—1918)») // Історія Львова: У 3 томах / Інститут українознавства імені І. Крип'якевича НАН України; ред. Я. Ісаєвич, М. Литвин, Ф. Стеблій. — Т.2. — Львів: Центр Європи, 2007. — С. 301—333.
- Die Einfuehrung der russischen Oper in Kiew 1867: Ein Beispiel imperialer Theater verwaltung // Buehnen der Politik. Die Oper in europaeishen Gesellschaften im 19. und 20. Jahrhundert / Hg. S. O. Mueller und J. Toelle. — Wien: Oldenbourg, 2008. — S. 187—204.
- Nationalizing or Entertaining? Public Discourses on Musical Theater in Russian-ruled Kyiv in the 1870s and 1880s // Oper im Wandel der Gesellschaft. Kulturtransfers und Netzweke des Musiktheaters im modernen Europa / Hg. S. O. Mueller, Ph. Ther, J. Toelle, G. z. Nieden. — Wien: Oldenbourg; Bouhlau, 2010. — Pp. 33–58.
- Ідеї «органічного розвою» на сторінках часопису «Русь» (1867) // Україна: культурна спадщина, національна свідомість, державність. Вип. 19: «Просвіта» — оберіг незалежності та соборності України. — Львів, 2010. — С. 64-76.
- Формування національної традиції. Українське козакофільство у Галичині в 60-х роках XIX століття // Історія — ментальність — ідентичність. Випуск IV: Історична пам'ять українців і поляків у період формування національної свідомості в XIX — першій половині XX століття / За ред. Л. Зашкільняка, Й. Пісуліньської, П. Сєрженги. — Львів, 2011. — С. 395—403.
- Між українофільством і панславізмом: до історії змін національної ідентичности галицько-руських діячів у 60-х роках ХІХ ст. (спроба полібіографічного дослідження) // Journal of Ukrainian Studies. — 2010—2011. — Vol. 35-36. Confronting the Past: Ukraine and Its History. A Festschrift in Honour of John-Paul Himka. — Pp. 103—119.
- Imperial Cultural Policy and Provincial Politics in the Russian «South-Western Province»: The Kyiv City Theater, 1856—1866 // Kulturpolitik und Theater. Die kontinentalen Imperien in Europa im Vergleich. Hg. Philipp Ther. — Wien: Boehlau, 2012. — S. 233—245.
- Українські народовці та польські повстанці в Східній Галичині (1863—1864): таємні контакти та публічні дискусії // Galicja a powstanie styczniowe / Pod red. M. Hoszowskiej, A. Kawalec, L. Zaszkilniaka; Towarzystwo Milosnikow Historii. — Warszawa; Rzeszow, 2013. — S. 125—134.
- Перші публічні декламації поезій Тараса Шевченка та шевченківські «вечерниці» у Галичині // Україна: культурна спадщина, національна свідомість, державність. — Львів, 2013. — Вип. 23. — С. 18-33.
- «As a Father among Little Children»: The Emerging Cult of Taras Shevchenko as a Factor of the Ukrainian Nation-building in Austrian Eastern Galicia in the 1860s  // Kyiv-Mohyla Humanities Journal. — 2014. — No. 1. — Pp. 159—188.
- I my v Evropi! / We Are also in Europe! (… for real?) // East Central Europe. — 2014. — Vol. 41. — Pp. 112—118.
- Іван Франко про український народовецький рух у Галичині 60-х років XIX століття // Записки Наукового товариства імені Шевченка. — Том CCLXIX: Праці Філологічної секції / Редактор Олег Купчинський. — Львів, 2016. — С. 44-54.
- Остап Середа (5 червня 2017). Між мистецтвом і політикою: початки російської опери в Києві. uamoderna.com. Україна Модерна. Архів оригіналу за 29 жовтня 2023. Процитовано 24 березня 2024.